# Cassono della Torre
Cassono della Torre detto anche Cassone o Gastone (Milano, ... – Firenze, 20 agosto 1318) è stato un patriarca cattolico italiano.

## Biografia
Cassono era figlio di Allegranza di Guidone da Rho e di Corrado detto Mosca e nipote di Napo Torriani, appartenenti alla celebre famiglia milanese dei Della Torre, che in passato era stata in contrasto con i Visconti per la Signoria di Milano; sconfitta nella battaglia di Desio, la famiglia si ritirò in Friuli (dove Raimondo della Torre, zio di Cassono, era Patriarca), senza per questo rinunciare alla riconquista di Milano.
I Della Torre riuscirono a fare ritorno a Milano nel 1302, dopo la cacciata dalla città di Matteo Visconti, Cassono fu quindi eletto canonico della cattedrale metropolitana durante l'arcivescovato di Francesco I da Parma, alla morte del quale (il 12 febbraio 1308) venne chiamato a succedergli alla guida dell'arcidiocesi milanese, entrando però fin dal principio in conflitto con il cugino Guido della Torre, il quale temeva un'alleanza di Cassono coi Visconti ai suoi danni. Fu così che il 1º ottobre 1309 Guido decise di attaccare il palazzo arcivescovile di Milano e fece arrestare Cassono e la maggior parte dei suoi fratelli (Pagano, Adoardo e Moschino, sfuggono invece Napino e Rinaldo), conducendoli alla Rocca di Angera.
Guido, per le pressioni subite dal governo della città, si trovò infine costretto a liberare Cassono, costringendolo però all'esilio da Milano, venendo poi liberato grazie anche all'intervento del vescovo di Bergamo Giovanni, abbandonando definitivamente la città.
Cassono, rifugiatosi a Bologna, richiese l'intervento dell'imperatore Enrico VII, con l'intento di liberare i suoi fratelli ancora prigionieri nelle mani del cugino e di riprendere il governo dell'arcidiocesi. A seguito di tali operazioni l'arcivescovo poté rientrare a Milano, ma solo per poco, perché ben presto si compromisero i suoi rapporti fra lui e Matteo Visconti.
Essendo ormai la situazione insostenibile Cassono lasciò l'arcidiocesi milanese e il 31 dicembre 1316 fu eletto patriarca di Aquileia, come era già avvenuto per altri membri della sua famiglia, e nel 1317 lasciò Milano per non farvi più ritorno.
Cassono non raggiunse mai la nuova sede, perché morì cadendo da cavallo il 20 agosto 1318 a Firenze, durante il viaggio che l'avrebbe dovuto condurre ad Aquileia. Il suo corpo è ora sepolto nella basilica di Santa Croce; il monumento funerario è attribuito a Tino da Camaino.

## Genealogia episcopale
La genealogia episcopale è:
- Papa Benedetto XI
- Vescovo Uguccio Borromeo
- Patriarca Cassono della Torre